# Cynorta maculorum
Cynorta maculorum is een hooiwagen uit de familie Cosmetidae.